# Deux Rivières
Deux Rivières is een gemeente in het Franse departement Yonne in de regio Bourgogne-Franche-Comté. De gemeente maakt deel uit van het arrondissement Auxerre.

## Geschiedenis
Deux Rivières is op 1 januari 2017 ontstaan door de fusie van de gemeenten Accolay en Cravant. 